# Mikhaïl Balandine
Mikhaïl Iourievitch Balandine (en russe : Михаил Юрьевич Баландин (Mihajl Ûr’evič Balandin), né le 27 juillet 1980 à Lipetsk en RSFS de Russie – mort le 7 septembre 2011 à Iaroslavl en Russie) est un joueur professionnel russe de hockey sur glace.

## Biographie

### Carrière en club
Ce joueur évoluant au poste de défenseur a commencé sa carrière en 1998 dans le championnat de Russie de deuxième division en jouant pour la réserve du Lokomotiv Iaroslavl. Il fait ses débuts en Superliga avec l'équipe première en 1999. Il quitte Iaroslavl pour rejoindre le Salavat Ioulaïev Oufa en 2001. Il évolue ensuite pour le Lada Togliatti, le HK CSKA Moscou ou encore l'Atlant Mytichtchi. Dans la nouvelle Ligue continentale de hockey (KHL), il porte de 2008 à 2010 les couleurs de l'Atlant Mytichtchi, puis du HK Dinamo Moscou jusqu'en 2010 où il revient au Lokomotiv Iaroslavl.
Balandine fait partie de la liste des personnes tuées à la suite de l'accident de l'avion transportant son équipe du Lokomotiv Iaroslavl au départ de Iaroslavl et à destination de Minsk en Biélorussie. L'avion de ligne de type Yakovlev Yak-42 s'écrase peu après son décollage de l'aéroport Tounochna de Iaroslavl, faisant 44 morts parmi les 45 occupants,.
Il est inhumé au cimetière Saint-Léonce de Iaroslavl.

### Carrière internationale
Au niveau international, il a participé avec l'équipe de Russie junior au Championnat du monde junior de 2000, remportant la médaille d'argent.

## Statistiques

### En club
| Saison    | Équipe                    | Ligue         |    | Saison régulière | Saison régulière | Saison régulière | Saison régulière | Saison régulière |   | Séries éliminatoires | Séries éliminatoires | Séries éliminatoires | Séries éliminatoires | Séries éliminatoires |
| Saison    | Équipe                    | Ligue         | PJ | B                | A                | Pts              | Pun              | PJ               | B | A                    | Pts                  | Pun                  |                      |                      |
| 1998-1999 | Torpedo Iaroslavl         | Vyschaïa liga | 26 | 2                | 5                | 7                | 20               | -                | - | -                    | -                    | -                    |                      |                      |
| 1999-2000 | Torpedo Iaroslavl         | Superliga     | 3  | 0                | 1                | 1                | 4                | -                | - | -                    | -                    | -                    |                      |                      |
| 1999-2000 | Dizel Penza               | Vyschaïa liga | 1  | 0                | 0                | 0                | 0                | -                | - | -                    | -                    | -                    |                      |                      |
| 1999-2000 | Krylia Sovetov            | Vyschaïa liga | 26 | 1                | 2                | 3                | 22               | -                | - | -                    | -                    | -                    |                      |                      |
| 1999-2000 | Torpedo Iaroslavl 2       | Pervaïa liga  | 4  | 0                | 1                | 1                | 6                | -                | - | -                    | -                    | -                    |                      |                      |
| 2000-2001 | Lokomotiv Iaroslavl       | Superliga     | 13 | 0                | 0                | 0                | 2                | -                | - | -                    | -                    | -                    |                      |                      |
| 2001-2002 | Salavat Ioulaïev Oufa     | Superliga     | 4  | 0                | 1                | 1                | 0                | -                | - | -                    | -                    | -                    |                      |                      |
| 2001-2002 | Lada Togliatti            | Superliga     | 30 | 3                | 2                | 5                | 4                | -                | - | -                    | -                    | -                    |                      |                      |
| 2002-2003 | Lokomotiv Iaroslavl       | Superliga     | 4  | 0                | 0                | 0                | 2                | -                | - | -                    | -                    | -                    |                      |                      |
| 2002-2003 | Lada Togliatti            | Superliga     | 18 | 0                | 2                | 2                | 6                | 4                | 0 | 1                    | 1                    | 0                    |                      |                      |
| 2003-2004 | Lada Togliatti            | Superliga     | 58 | 2                | 7                | 9                | 36               | 6                | 1 | 1                    | 2                    | 0                    |                      |                      |
| 2004-2005 | HK CSKA Moscou            | Superliga     | 32 | 0                | 8                | 8                | 22               | -                | - | -                    | -                    | -                    |                      |                      |
| 2005-2006 | CSKA Moscou               | Superliga     | 49 | 2                | 5                | 7                | 40               | 7                | 0 | 0                    | 0                    | 2                    |                      |                      |
| 2006-2007 | Khimik Moskovskaïa Oblast | Superliga     | 54 | 1                | 8                | 9                | 68               | 9                | 0 | 1                    | 1                    | 12                   |                      |                      |
| 2007-2008 | Khimik Moskovskaïa Oblast | Superliga     | 50 | 1                | 7                | 8                | 36               | 5                | 0 | 1                    | 1                    | 4                    |                      |                      |
| 2008-2009 | Atlant Mytichtchi         | KHL           | 54 | 4                | 14               | 18               | 38               | 7                | 0 | 1                    | 1                    | 0                    |                      |                      |
| 2009-2010 | Atlant Mytichtchi         | KHL           | 55 | 5                | 13               | 18               | 28               | 1                | 0 | 0                    | 0                    | 0                    |                      |                      |
| 2010-2011 | OHK Dinamo                | KHL           | 49 | 3                | 11               | 14               | 26               | 5                | 0 | 0                    | 0                    | 4                    |                      |                      |
| 2011-2012 | Lokomotiv Iaroslavl       | KHL           | -  | -                | -                | -                | -                | -                | - | -                    | -                    | -                    |                      |                      |

### En équipe nationale
| Année | Compétition                 |   | PJ | B | A | Pts | Pun | +/-               |  | Résultats |
| 2000  | Championnat du monde junior | 7 | 0  | 1 | 1 | +2  | 4   | Médaille d'argent |  |           |